# 燕丹子
《燕丹子》，作者失考，記述戰國時期，燕太子丹派遣荊軻行刺秦王的故事。
魯迅在《中國小說史略》說《燕丹子》是「漢前」所作，約推定為秦時諸國遺民，孙星衍认为此书是燕太子丹死后其宾客所撰。但《漢書·藝文志》未載《燕丹子》，《隋書·經籍志》中始著錄，作一卷。此書久佚，乾隆时，四库馆臣自《永乐大典》中辑出成书。书中記有“乌白头”、“马生角”、“黄金投蛙”之事，《四库全书总目》认为：“其文实割裂诸书燕丹荆轲事杂缀而成，其可信者已见《史记》，其他多鄙诞不可信。”